# Yu Nan

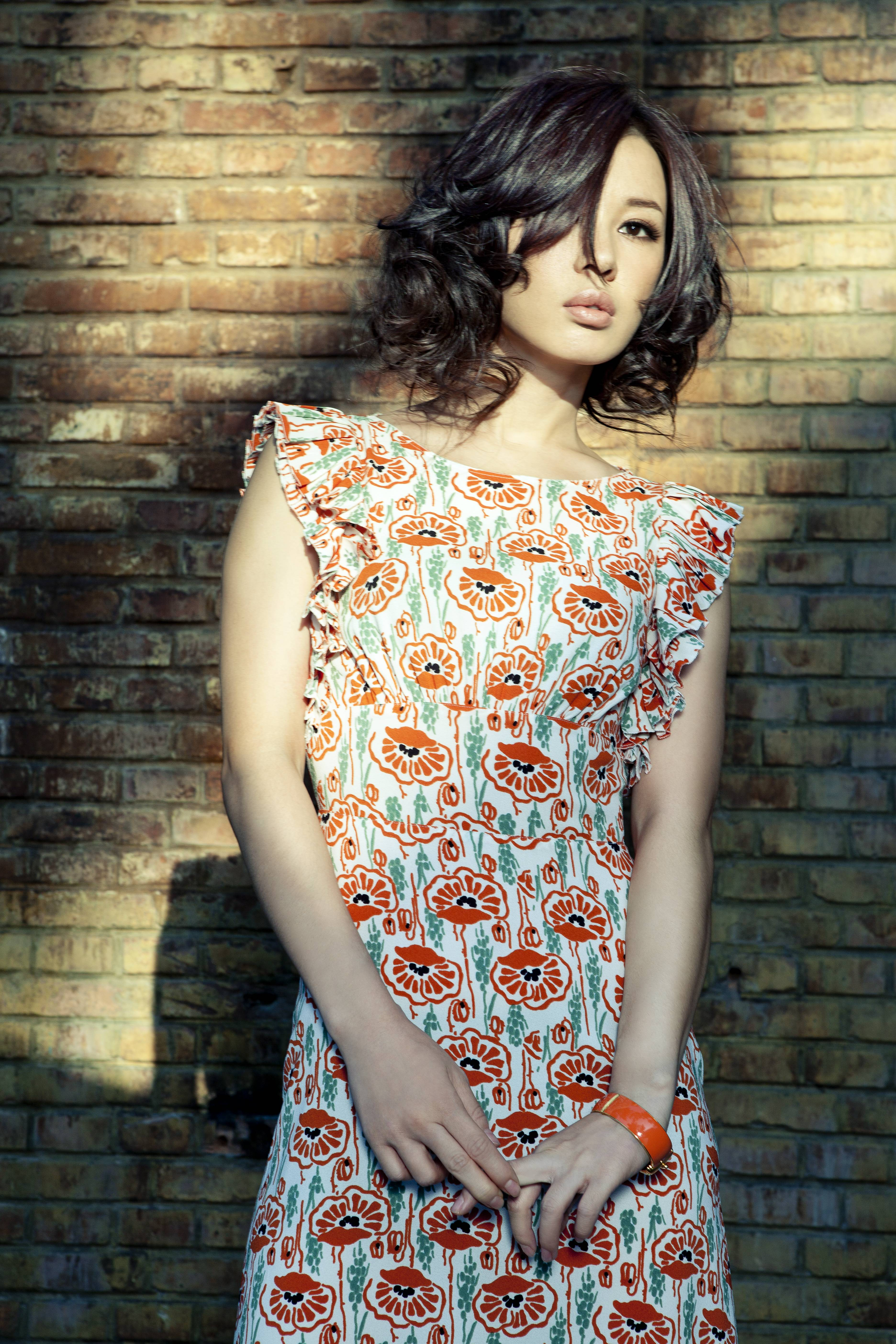
Yu Nan, 2010

Yu Nan (chinesisch 余男, Pinyin Yú Nán, Jyutping Jyu4 Naam4; * 5. September 1978 in Dalian, Provinz Liaoning, China) ist eine chinesische Schauspielerin.

## Leben
Mit 17 Jahren verließ Yu Nan die heimatliche Küstenstadt Dalian, um einem vorbestimmten Leben mit Sprachschule und einer Berufsperspektive als Dolmetscherin zu entgehen. Stattdessen besuchte sie die Pekinger Filmakademie, an der sie als eine von 15 unter 10.000 Bewerbern angenommen wurde. Dort wurde sie abseits der Schauspielausbildung durch Zufall von dem Regisseur Wang Quan’an für dessen Debütfilm, Lunar Eclipse (月蚀,  Yuèshí – „Mondfinsternis“), entdeckt. Im Jahr 2000 gewann sie als Hauptdarstellerin des Films mehrere internationale Preise.
Yu Nan spricht neben ihrer Muttersprache auch fließend Englisch und Französisch, so dass erste internationale Filmangebote, wie die Hauptrolle der Chinh in dem französischen Film Fureur folgten. Ihre zweite Zusammenarbeit mit Wang Quan’an führte zum Film The Story of Ermei. Für die Darstellung der Ermei wurde sie mehrfach als „Beste Schauspielerin“ ausgezeichnet; sie konnte fast alle chinesischen Filmpreise in dieser Kategorie in den Jahren 2003/04 gewinnen. Mit dem preisgekrönten Filmdrama Tuyas Hochzeit präsentierte sie sich erstmals einem größeren internationalen Publikum, woraufhin auch Hollywood-Regisseure begannen, sich für sie zu interessieren. Für die Wachowski-Brüder stand sie in Speed Racer (2008) an der Seite von Emile Hirsch und Christina Ricci vor der Kamera.
2010 wurde sie in die Wettbewerbsjury der 60. Internationalen Filmfestspiele von Berlin berufen.

## Filmografie (Auswahl)
- 1999: Lunar Eclipse (月蚀,  Yuèshí)
- 2001: Fureur
- 2003: The Story of Ermei (惊蛰,  Jīngzhé)
- 2006: Tuyas Hochzeit (图雅的婚事,  Túyǎ de hūnshì)
- 2007: Diamond Dogs
- 2007: In Love We Trust
- 2008: Speed Racer
- 2012: The Expendables 2
- 2016: Blood of the Youth
- 2017: Lord of Shanghai
- 2017: Wolf Warrior
- 2017: Lost in the Moonlight
- 2018: The Trough
- 2019: The Longest Shot
- 2020: Fox Hunting

## Auszeichnungen (Auswahl)
- 2001: Deauville Film Festival: Beste Schauspielerin für Lunar Eclipse
- 2003: Verband der Chinesischen Filmdarsteller, Beste Schauspielerin für The Story of Ermei
- 2003: Studenten Filmfestival China, Jury-Preis in der Kategorie „Beste Schauspielerin“ für The Story of Ermei
- 2003: Golden Rooster Award: Beste Schauspielerin für The Story of Ermei
- 2004: Internationales Filmfest Paris: Beste Schauspielerin für The Story of Ermei